# Cathy Weseluck
Catherine "Cathy" Weseluck (Toronto, Ontario, Canadà, 27 d'agost de 1970) és una actriu, directora, cantant, actriu de veu i comediant canadenca que sovint treballa amb Ocean Productions a Vancouver, Colúmbia Britànica. És coneguda per haver donat la veu a personatges de diverses sèries anime, fent de figura maternal o de nens petits. Els seus papers que més destaquen són Near a Death Note i Spike a My Little Pony: Friendship is Magic.